# 商店ガイレンジャー
商店ガイレンジャー（しょうてんガイレンジャー）は、郡山市を中心に活躍しているローカルヒーロー。2010年から活動をしている。

## 概要
郡山市商店街きらめき21研究会のメンバーが中心となって、「商店街の魅力・役割・楽しさ」を発信するために誕生した商店街応援ヒーロー。郡山市中心市街地の商店街イベント等で活動している。
普段は自転車屋、八百屋、電気屋を営むメンバーがいざという時、ガイレッド、ガイイエロー、ガイブルーなどに変身して、商店街の人々や暮らしを守るために活躍するという設定。
2013年5月商標登録認可。

## メンバー
商店ガイレッド
商店ガイブルー
商店ガイイエロー
商店ガイグリーン
商店ガイピンク

## 歴史
2010年に商店街きらめき21研究会創立10周年事業のイベントを初舞台として、活動を開始する。
2011年東日本大震災後、ガイレンジャー活動を自粛していたが福島復興応援のため「品川宿場まつり」に参加し、初の都内商店街デビューを果たす。
2013年5月には「商店ガイレンジャー」が登録商標として登録された。
2014年には絵本「きみのまちにもガイレンジャーがきっといる」を製作し、県内の小学校に配布した。
2015年には映画を製作し、翌2016年に市内のイベントなどで上映された。主題歌の「商店ガイレンジャーの歌」の収録の際は、MIXエンジニア、楽曲アレンジ補佐として市内の国際アート&デザイン専門学校の生徒や卒業生が協力し、歌は郡山市で活動しているMITCH-MANが歌っている。